# 井上一誠堂
井上一誠堂株式会社（いのうえいっせいどう）は、医薬品・衛生材料の卸を中心とする日本の企業であった。大正元年11月広島県呉市で創業。現在はメディセオ・パルタックホールディンググループの一社エバルスである。医薬品の卸売手。

## 概要
- 昭和27年1月「広島出張所」開設（後の広島営業所）
- 昭和36年10月「井上一誠堂薬品株式会社」設立
- 資本金　1,000万円
- 本社は広島県呉市中通9丁目
- 代表取締役社長・井上静夫
- 代表取締役常務・小林昭二・山本卓郎・萩原岩忠
- 代表取締役・井上キクヨ

## 営業所
広島県広島市・広島県呉市・島根県江津市

## 広島県の有力卸
- 石井公済堂（石井広済堂）
- 石井薬店
- 河野薬品
- 小林製薬広島支店
- 山陽薬品
- 新生堂薬店
- 杉本薬品
- 中国薬局
- 築田三樹園社
- 寺西薬品
- 日本ブラッドバング大阪・広島出張所
- 八紅産業
- 日野薬品
- 広島血液銀行
- 広島県薬業
- 広島中央薬局
- 村上済生堂薬局
- 白川薬局（白川薬品）
- 福山薬局
- 藤井宗商店
- 島居薬品
- 米吉薬品
- 檜崎商店（檜崎薬品）
- 宅味薬品
- 浅田直吉商店
- 堂面薬品
- 辻本商店（辻本薬品）
- 大信産業
- 宗田商店

## 主な取引メーカー
- 武田薬品工業
- 山之内製薬（現在・アステラス）
- 藤沢薬品（現在・アステラス）
- 大日本製薬（現在・大日本住友製薬）
- 第一製薬（現在・三共第一）
- エーザイ等